# Bibliotheek Sint-Andriesabdij Brugge
Bibliotheek Sint-Andriesabdij Brugge is de bibliotheek die behoort tot de Sint-Andriesabdij van de Benedictijnen en de bijhorende Abdijschool van Zevenkerken.
De bibliotheek is vanaf het einde van de negentiende eeuw opgebouwd door aankopen en schenkingen en telt meer dan 200.000 titels. De ouderdom van de drukken is als volgt:
- 9 oude handschriften
- 3 incunabelen
- 13 postincunabelen
- drukwerken tot 1830: 5.000
- drukwerken vanaf 1830: 200.000 (ongeveer evenveel boeken werden meegenomen door de paters die zich afscheurden en de priorij van Clairlande oprichtten).
- lopende tijdschriften: 150

De werken behandelen voornamelijk godsdienstwetenschappen, liturgie, geschiedenis, kunst, letterkunde, missiologie.
De bibliotheek bezit de volgende deelcollecties en fondsen:
- Een verzameling edita van de Regel van Benedictus
- Guido Gezelle
- Kardinaal John Henry Newman
- Blaise Pascal
- Paul Claudel
- Dom Lou Tseng-Tsiang
- Portugal (dom Martial de Witte de Haelen)
- Fonds André Van Iseghem (ambtenaar in Belgisch-Congo)
- Fonds Pierre Ryckmans (laatste gouverneur-generaal van Belgisch-Congo)
- Fonds Dr. Jean Deroy, professor Romaanse filologie (Nijmegen)
- Fonds Jean Décarreaux
- Fonds prof. dr. Ilse Kerremans (universiteit Gent)
- Collectie oude Brugse drukken (400) en uit Dowaai (458)
- Collectie Franse spiritualiteit, (470 vol. van de ursulinen van Tours)
- Collectie missalen
- Volledige collectie missalen dom Gaspard Lefèbvre

De bibliotheek is toegankelijk, mits afspraak.
De toekomst van deze bibliotheek is, gelet op het verminderende aantal paters en het weinig waarschijnlijk hernemen van het aantal intredende kandidaten, eerder gering. Het vooruitzicht is dat de bibliotheek grotendeels zal verdeeld worden tussen de Universiteitsbibliotheek Leuven met de bibliotheek van de faculteit theologie, en de Universiteitsbibliotheek Gent.
De archieven van de abdij, met inbegrip van het archief van dom Lou Tseng-Tsiang, berusten bij het KADOC in Leuven.